# Lombimaa
Lombimaa är en ö i Estland.   Den ligger i kommunen Torgu vald och landskapet Saaremaa (Ösel), i den sydvästra delen av landet, 230 km sydväst om huvudstaden Tallinn. Arean är 0,10 kvadratkilometer.
Terrängen på Lombimaa är mycket platt. Den sträcker sig 0,9 kilometer i nord-sydlig riktning, och 0,3 kilometer i öst-västlig riktning.